# Lomm
Lomm est un village situé dans la commune néerlandaise de Venlo, dans la province du Limbourg. Le 1er janvier 2007, le village comptait 1 033 habitants.